# BEAMS (曲)
「BEAMS」（ビームス） は、日本のロックバンド、黒夢の5枚目のシングル。

## 概要
maxell「PO'z」カセットテープ CMソング。CMにも自ら出演、黒夢がブレイクするきっかけとなる曲であった。本作まで、裏ジャケットにはカップリング曲をテーマにしたジャケットが作られていた。カップリング曲に表題曲のinstrumentalを初収録。オリコンチャート6位を記録。

## 収録曲
| 全作詞: 清春。 |                                 |      |      |                  |      |
| #              | タイトル                        | 作詞 | 作曲 | 編曲             | 時間 |
| 1.             | 「BEAMS」                       | 清春 | 清春 | 西平彰、黒夢     | 4:56 |
| 2.             | 「BABY GLAMOROUS」              | 清春 | 人時 | 佐久間正英、黒夢 | 4:36 |
| 3.             | 「BEAMS ORIGINAL INSTRUMENTAL」 | 清春 | 清春 | 西平彰、黒夢     | 4:52 |

## カバー
- 2003年、キャプテンロック(音楽ゲーム「GUITARFREAKS 9thMIX & drummania 8thMIX」に収録)
- 2006年、AcQuA-E.P. (シングル「Re:dear...」に収録)
- 2011年、山嵐 feat. MOOMIN (トリビュートアルバム『FUCK THE BORDER LINE』に収録)[2]
- 2011年、BLiSTAR (アルバム『BLiSTAR ROCKIN' COVERS 〜Rock & Sexy〜』に収録)